# Historicité de Mahomet
Mahomet, principalement connu à travers la tradition musulmane, a fait l'objet, surtout à partir de la seconde moitié du XXe siècle, de recherches en vue de déterminer son historicité et la concordance entre cette présentation et la réalité historique.
Les historiens de l'Antiquité et de l'Antiquité tardive sont souvent confrontés à la rareté, voire à l'unicité des sources d'information. La première source d'information sur la vie de Mahomet est le Coran, qui donne peu d'informations, et dont l'historicité est également sujette à caution,. Ensuite, par ordre d'importance, viennent la sîra et les hadiths, qui survivent dans les ouvrages historiques par des écrivains des deuxième, troisième et quatrième siècles de l'ère musulmane (approximativement du IXe au XIe siècle de l'ère commune.),. Enfin, quelques sources non musulmanes sont précieuses, d'une part en elles-mêmes et d'autre part pour servir à la comparaison avec les sources musulmanes.

## Méthodologie
Les historiens ont développé une méthodologie basée sur deux principes :
- D'une part la critique externe : on vérifie s'il y a confirmation de la source littéraire unique ou principale par des objets de culture matérielle (archéologie, numismatique, épigraphie, etc.) ou des sources écrites secondaires[N 1].
- D'autre part la critique interne : on vérifie la cohérence historique des événements et des personnages, s'ils sont originaux ou proches d'autres personnages ou événements, etc.

### Critique externe
Dans le cas de Mahomet, les sources externes sont pauvres :
- La chronique de Thomas le Presbyte (640)[N 2] indique : « Dans l’année 945, indiction 7, le vendredi 4 février, il y a eu une bataille entre les Romains et des Tayyaye de MHMT en Palestine, à 12 miles à l’est de Gaza. Les Romains ont fui, laissant derrière eux le patriarche Bryrdn, que les Tayyaye ont tué. Quelque 4 000 pauvres villageois de Palestine ont été tués là, chrétiens, juifs, samaritains. Les Tayyaye ont ravagé la région entière. »
- La Doctrina Jacobi (avant 640), écrit apologétique chrétien, le mentionne comme annonçant la venue prochaine du Messie[7].
- La chronique de Sébéos (en araméen, 660) est la première source non musulmane qui aborde le sujet de sa prédication ; certains détails concordent avec certaines prescriptions coraniques.
- La chronique du Khouzistan (660-670) d'un moine nestorien anonyme ne se contente pas de citer Mahomet, de le décrire comme « guide » et « envoyé de Dieu » mais témoigne du culte abrahamique des Arabes soutenant la croyance musulmane que la Kaaba fut construite par Abraham dont les Arabes furent les descendants à travers son fils Ismaël[8].

### Critique interne
En revanche, la critique interne est plutôt négative si l'on suit ces deux exemples :Mahomet subit un changement radical de caractère : cet homme discret, soumis à sa femme[réf. souhaitée], devient soudainement un chef de guerre.
- Mahomet prêche une morale qu'il ne s'applique pas à lui-même (nombre d'épouses)[9]. Muhammad Hamidullah[N 3] explique cette contradiction par le fait que la restriction du nombre d'épouses serait une décision postérieure à la dernière célébration du mariage du Prophète[10].

Le Coran est une source incontournable mais cette source peut être exploitée par la méthode hypercritique pour dégager des conclusions contraires aux règles de foi.

## Les différentes thèses concernant la figure de Mahomet
Faire la biographie historique est donc une tâche difficile. À part la figure traditionnelle rappelée ci-dessous, de nombreuses figures de Mahomet sont apparues dans la recherche sur les origines de l'islam et du Coran. Deux figures principales se dégagent des récits :
- Un personnage construit « dans les pas de Moïse ». La personne et l'activité de Mahomet sont décrits avec des motifs narratifs utilisés pour décrire Moïse ;
- Un personnage construit en « Messie[N 4],[12]» ou en « paraclet[N 5],[13] ».

Une thèse mythiste avec différentes articulations s'est aussi développée, quelques-unes partant de l'idée que Mahomet n'a pas de nom (qui se construit de la façon suivante : « il est plutôt de mise de donner une chaîne onomastique constituée du « ism » (nom) suivi du « nasab » (ascendance généalogique) et de la « nisba » (nom de relation) rattachant le personnage à un ascendant, une tribu, un ancêtre éponyme ou à un toponyme » mais seulement un surnom au sens où on l'entend dans les sociétés de lettrés bagdadiens dans une époque comparable et en comparaison avec le luxe onomastique utilisé dans les chaînes de transmission des hadiths.
Françoise Micheau fait le bilan de l'état actuel de la recherche dans L'islam en débats, un livre de synthèse et mise au point historiographique, sorti en juin 2012. Un chapitre est consacré à l'historiographie relative à Mahomet. Elle écrit : « Il faut attendre la fin du VIIe siècle pour trouver le nom de Muhammed ». Ce livre fait le point de toutes les tendances de la recherche historiographique sur l'islam, le Coran et Mahomet, en citant de nombreux auteurs récents.

### Figure traditionnelle
Par biographie traditionnelle, il faut comprendre que le ou les auteurs assument leurs perspectives religieuses. Alfred-Louis de Prémare s'en plaint dans Les Fondations : « Bien des chercheurs se limitent au matériel islamique traditionnel tel qu'il se présente à eux. Ils sont contraints d'entrer dans le jeu des clercs musulmans d'autrefois… les chercheurs tendent par conséquent à en épouser les méthodes de vérification[réf. incomplète]… »

#### Figure transmise directement par les sources religieuses
Hichem Djaït tient pour acquis le Coran et les textes religieux et les commente sans interroger les textes ni chercher des sources non religieuses de l'époque de Mahomet. On trouve plutôt une exégèse religieuse du Coran, une apologie du prophète. L'auteur commente la Révélation, explique les contradictions et écrit par exemple qu'« à mesure que l'islam s'est répandu parmi d'autres peuples, le prophète est apparu de plus en plus comme l'envoyé de Dieu pour tous les hommes comme l'annonçait le Qur'an. »
Le récit musulman du début de la révélation est le suivant. Lors d'une retraite méditative, Mahomet a des révélations auditives considérées par le Coran d'origine divine. L'archange Gabriel le serre par le dos et lui dit par trois fois « Lis ! ». Mahomet lui répond, également par trois fois « Je ne suis pas de ceux qui savent lire ! ». Alors l'archange Gabriel lui dit : « Lis, au nom de ton Seigneur qui a créé, qui a créé l'homme d'une adhérence. Lis ! Ton Seigneur est le Très Noble. » Cette première « révélation » est la première d'une série qui va durer environ 23 ans et qui va constituer le corpus du Coran, le livre sacré des musulmans. Mahomet se positionne alors dans la continuité du christianisme et du judaïsme ; un célèbre hadîth de Mahomet dit : « Il n'y a pas de différence entre un Arabe et un non-Arabe, ni entre le Blanc et le Noir, si ce n'est par la piété : Il n'y a plus ni juif ni grec. (Gal. 3.28, Col. 3.11) », ou encore : « Tous les humains sont égaux comme les dents d'un même peigne ; seules les différencient la piété et la bonne action. »

#### Figure transmise par les sources musulmanes anciennes
Une autre biographie traditionnelle accède à la tradition par un autre versant ; elle est intitulée Le Prophète Muhammad : sa vie d'après les sources les plus anciennes. La proximité de l'auteur avec René Guénon ne plaide pas forcément en faveur de sa rigueur. Il exploite les sources suivantes :
- La Sirat Rasul Allah dans laquelle Ibn Ishaq (mort en 768) a réuni les traditions biographiques orales, et dont il nous reste une version du XIXe siècle, celle d'Ibn Hicham (mort en 829)[21].
- Le Kitab al-maghazi de Waqidi (mort en 822), relatant les campagnes militaires du Prophète.
- Le Kitab tabaqat al-kubra d'Ibn Sa'd (mort en 845), ouvrage dans lequel l'auteur expose les vies des premières générations de l'Islam.
- Les différents recueils de hadiths de Bukhari, Muslim, Tirmidhi, etc

Bien que Dieu soit le moteur de l'histoire dans l'historiographie islamique, il faut tout de même observer une certaine diversité des sources. Des œuvres comme le Tarikh d'al-Tabari ou les Ansab Al-Ashraf, d'al-Baladhuri ne sont pas à proprement parler des sources religieuses. À l'époque abbasside, ces auteurs sauvegardent des traditions dont certaines mettent à mal le dogme sunnite :
- Tabari sauvegarde des récits qui révèlent l'existence d'une compétition du pouvoir après la mort de Mahomet.
- Baladhuri présente une histoire encore plus humaine dont le règne de Uthman est assez symptomatique.
- Les hadiths (littérature des fada il/manâqib) sont à contrario les vraies seules sources religieuses[21].

Néanmoins, la fiabilité historique des sources traditionnelles est remise en cause par des chercheurs. C'est le cas du Coran et des Hadiths dont certains ont été transmis par des chaines de transmission orale reconstruites tardivement.

### Le prophète comme «Moïse»
La mise en place de la figure de Mahomet semble aussi s'inspirer, en certains points, de celle de Moïse. Le prophète « comme Moïse » est une thèse exposée, entre autres, par Patricia Crone et Michael Cook.
Ainsi, si la grande majorité des chercheurs ne rejettent pas la date traditionnelle islamique de la mort de Mahomet en 632, plusieurs chercheurs, sur la base de textes antiques apologétiques, supposent que Mahomet est encore vivant lors de la conquête musulmane du Proche-Orient et fixent sa mort plutôt vers 634 ou 635,.
Cette différence crée une ressemblance avec Moïse qui meurt avant d'entrer en Terre promise, laissant son successeur Josué mener la conquête du pays de Canaan, à l'instar du successeur de Mahomet Abou Bakr qui lance ses troupes à la conquête du pays de Canaan (Syrie et Palestine).

### Un personnage construit en «Messie»
Voici un texte de Tilman Nagel sur Mahomet :

« Les musulmans ne considèrent pas Mahomet comme une personne de l'histoire mais comme l'idéal d'une vie dirigée par Allah, un idéal que le croyant doit imiter dans l'accomplissement des rites de l'islam, mais aussi et avant tout dans la vie profane de tous les jours ; c'est à cette condition seulement qu'Allah le traitera avec bienveillance lors du Jugement dernier. La littérature islamique sur Mahomet le premier islam est en conséquence tellement surchargée d'énoncés normatifs que la figure historique n'est que difficilement reconnaissable. Il en résulte le second problème : l'historien peut-il parvenir à une image réaliste de Mahomet ? Dans la recherche sur l'islam, on le conteste assez largement. Conscient de ces problèmes, je me suis efforcé dans mon livre Mahomet. Histoire d'un Arabe. Invention d'un Prophète de remonter derrière la masse des sources normatives. »

— Tilman Nagel, « Mahomet : histoire d'un Arabe, invention d'un Prophète » dans le Huffington Post du 6 décembre 2012
Nagel analyse de façon critique et historique l'ensemble de la littérature sunnite sur le Prophète. Il retrace le processus d’une progressive des-historisation de la figure prophétique. Cette idéalisation est vue comme une volonté de transformer la figure prophétique en une réalité purement doctrinale, voire métaphysique dans le cas du soufisme, hors de portée de toute remise en question dans le mode arétalogique.
Son étude Le bien-aimé d’Allah : origine et modalités de la croyance en Mohammed se propose de l’éclaircir ainsi « pourquoi le musulman se réfère plus au Prophète qu’à Dieu dans tout ce qu’il fait[réf. incomplète]. » L’ouvrage est conçu en deux parties. La première étudie les fondements théologiques de la « croyance en Mahomet » — Nagel montre combien le Prophète monopolise l’accès à la connaissance de l’ordre divin et que cette fonction centrale et médiatrice du Prophète est intrinsèque à la structure même de l’islam —; il aborde ensuite l’argumentation théologique mise en œuvre pour prouver la légitimité de ce monopole prophétique : la « croyance en Mahomet », et donc en son monopole de la parole divine, a un but auto-apologétique. Ce monopole réassure le croyant dans la conviction de la primauté de l’islam et de la communauté musulmane vis-à-vis des autres religions et communautés.
La deuxième partie porte sur les diverses formes de « l’omniprésence du Prophète » dans l’islam sunnite. L’auteur identifie le Kitâb ash-Shifâ du Cadi Ayyad comme ouvrage qui a réussi à imposer à la pensée musulmane une conception dogmatique du Prophète et des devoirs du croyant envers lui. La phrase suivante de la « croyance en Mohammed » serait celle d’une mise en avant de la dimension méta-historique, autant dire cosmologique et métaphysique, du Prophète dans la littérature dévotionnelle surtout soufie. Cette littérature exige une imitation inconditionnelle du modèle prophétique et affirme une conception complètement détachée de la réalité historique de la figure muhammadienne.

### Thèse mythiste
Des thèses sur la non-existence de Mahomet se sont développées, comme pour Jésus et Moïse. Elles supposent que l'islam a été esquissé assez tardivement et qu'une tradition a abouti à mettre en scène a posteriori un créateur d'une religion à partir d'une révélation en lui constituant une vie édifiante. Ces auteurs ne croient pas à l'existence d'un fondateur esquissant un dogme à partir d'un fonds local de syncrétisme mais au mouvement inverse. Prémare dit à ce sujet : « Une biographie historique de Muhammed est peut-être impossible étant donné la nature des sources islamiques. Mais avons-nous besoin de passer par l'écriture d'une biographie de Muhammed pour comprendre et présenter les sources de l'islam ».
On parle de révisionnisme pour désigner le point de vue des historiens qui ne voient pas d'existence historique à Mahomet. C'est un groupe d'historiens qui se sont rencontrés sur ce sujet, associés à l'University of London's School of Oriental and African Studies (SOAS). On peut dire qu'ils poursuivent la ligne de Claude Cahen et de grands anciens comme Aloys Sprenger (1813-1893), Ignaz Goldziher (1850-1921), Henri Lammens (1862-1937) et Joseph Schacht (1902-1969). Parmi les historiens récents, signalons John Wansbrough et Patricia Crone. L'écrivain vulgarisateur Ibn Warraq partage la vision de ce groupe,,
Yehuda D. Nevo mène des recherches sur l'épigraphie et l'archéologie dans son ouvrage posthume (2003). Il décrit un islam pré-muhamadien et s'appuie sur un prophète sans généalogie valorisante. Selon l'auteur, Mahomet pourrait n'avoir jamais existé. Cette thèse fait débat,. D'autres chercheurs, comme Muhammad Sven Kalisch, soutiennent cette thèse et émettent des doutes sur l'historicité de Mahomet.
En 2004, Popp défendait la thèse que les termes Muḥammad et ‘Alī étaient donnés à Jésus par les chrétiens syriaques de l'époque sassanide. Alors qu'une pièce de monnaie est pour certains l'une des premières attestations de Mahomet ; il déclare que certaines pièces portant Mhmt en Pahlavi ou mhmd en alphabet arabe sont combinées avec des symboles chrétiens.
En 2008, Christoph Heger défend que l'association du titre "le béni" à Jésus n'est pas obligatoirement contradictoire avec l'existence historique de Mahomet. Il hiérarchise trois hypothèses possibles : 
1. La biographie traditionnelle de Mahomet est inventée ;
2. Mahomet est un personnage historique mais d'environ un siècle plus récent que ce qu'enseigne la tradition musulmane ;
3. Deux personnes auraient porté l'épithète Muhammad au VIIe siècle[39].

## Éléments et raisonnements historiques par la méthode hypercritique

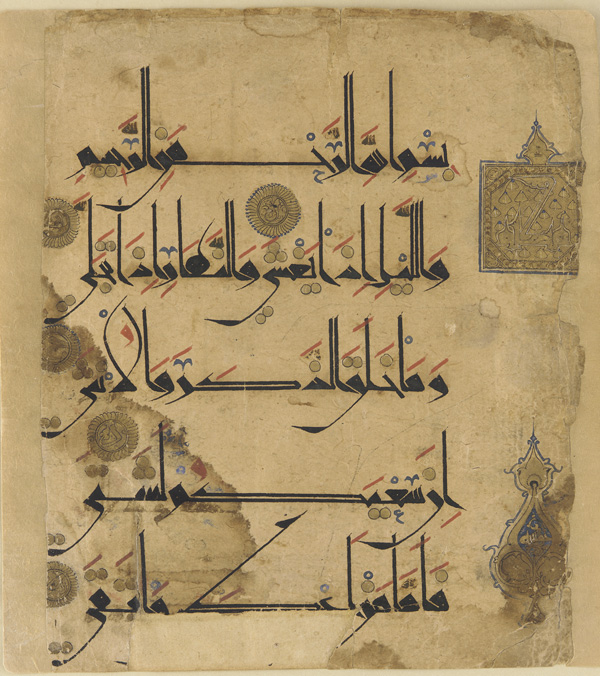
Page d'un Coran perse du XIe siècle écrit en kufi.

### La critique des sources

#### La critique externe
Les sources[réf. souhaitée] non musulmanes des années 600 mentionnent un prédicateur ou chef de guerre originaire de Médine. Toutefois, aucune preuve archéologico-historique n'appuie l’existence d'une Mecque pré-islamique (nommée deux fois dans le Coran : « Mecca » et « Bacca », selon la tradition musulmane). Les rites du pèlerinage mecquois n'apparaissent pas dans le Coran. Ce sont des rites païens pré-islamiques.
L'existence même de la Mecque durant la vie de Mahomet pose question pour certains chercheurs. En effet, pour Patricia Crone le Coran décrit les habitants de la Mecque comme des agriculteurs cultivant du blé et des raisins et élevant des vaches et aussi comme des pêcheurs, ce qui suggère qu'il ne s'agit pas de La Mecque située en Arabie. Plusieurs auteurs en concluent que La Mecque est une ville fondée vers le milieu du VIIe siècle.
Prémare, qui n'est pas révisionniste, émet des doutes sur les voies caravanières à l'époque. Il ne nie pas l'existence d'un trafic commercial historique à travers l'Arabie, mais il indique que depuis l'occupation romaine « les routes caravanières pour le grand commerce international à travers la péninsule avaient été abandonnées depuis l'époque romaine au profit des voies maritimes ». Il évoque le maintien en Arabie d'un commerce « de besoins, où l'on vendait pour les besoins de notre pays dit Omar (le marchand) ».

#### La critique interne
- Aspect géographique

Selon le Coran, la Palestine est un pays voisin -« Les Romains ont été vaincus,
dans le pays voisin »- et non une terre éloignée,.
Le Coran décrit un voyage de Mahomet de la Mecque vers ce que la tradition musulmane reconnait comme Jérusalem. Or, aucune réelle explication n'est donnée sur les raisons et les moyens par lesquels il a pu traverser l'un des déserts les plus dangereux au monde sans les provisions nécessaires. Une des explications de la tradition islamique est le transport par le bouraq (figurant un pégase perse), utilisant une figure mythique.
« Par le figuier et l'olivier », « par le mont Sinai » sont des façons de jurer dans le Coran ; elles correspondent toutes deux à une pensée de culture méditerranéenne (où vivent figuiers et oliviers) ou à l'Arabie du Nord. L'olivier n'était pas cultivé dans la région de La Mecque.
- Aspect juridique

Les déesses « Al-Lat », « Al-Uzza » et « Al-Manat » sont des déesses également adorées par les Nabatéens.
- Aspect narratif[N 16]

Nombre de passages du Coran avec le mot « prophète » utilisent des motifs narratifs connus dans les récits bibliques concernant Moïse, David, Jésus, ou d'autres. Selon ces auteurs, de l'école révisionniste, l'invention des hadiths n'est là que pour coller ces passages à la biographie fictive de Mahomet. L'exemple souvent donné est celui de la fuite nocturne qui n'est autre que l'exode de Moïse et des Hébreux de l'Égypte, qui devient le voyage sur le buraq de la Mecque à Jérusalem dans la tradition, etc.

### La thèse du hagarisme
Le hagarisme se réfère à la bible. Mahomet se réclamait d'une ascendance biologique depuis Abraham par Ismaël fils de Agar, la servante. Cette revendication associe les ancêtres de la tribu à la religion, de la même manière que les juifs sont supposés être descendants d'Abraham par son épouse Sarah et leur foi ancestrale.
L'ouvrage Hagarism repose sur le principe que la recherche occidentale sur les commencements de l'islam doit se fonder sur les données historiques, archéologiques et philologiques qui lui sont contemporaines, comme le font les études sur le judaïsme et le christianisme, plutôt que sur les traditions islamiques ou des écrits arabes tardifs. La tradition exprime la doctrine ; elle produit des récits incompatibles avec l'histoire et anachroniques du passé des communautés. En se fondant sur les apports de l'histoire de l’époque, sur les matériaux archéologiques et les évidences philologiques, les auteurs tentent une reconstruction et présentent ce qui leur semble le récit le plus historiquement précis des origines de l'islam. On nomme cette méthode « l'école hypercritique ».
Selon Cook et Crone, les sources syriaques, arméniennes et hébraïques du VIIe siècle de l'ère commune dépeignent la formation de l'islam comme celle d'une secte juive messianique, mouvement connu sous le nom de hagarisme ; il migre dans le Croissant fertile. Il draine considérablement des influences issues du judaïsme samaritain et babylonien. Vers 690, le mouvement rompt avec son identité juive pour développer ce qui deviendra plus tard l'islam arabe. Les rares documents d'époque décrivent les adeptes de Mahomet comme des Hagarènes, à cause de la façon de Mahomet d’invoquer le Dieu juif pour introduire un monothéisme externe aux tribus arabes.
Durant ces débuts, juifs et hagarènes sont unis dans une même foi décrite comme judéo-hagarisme, dans le but de récupérer la Terre sainte sur les chrétiens byzantins. Les chercheurs pensent que les premiers manuscrits des témoins oculaires suggèrent que Mahomet était le chef d'une expédition militaire pour conquérir Jérusalem, et que la hijra renvoie à un voyage depuis l'Arabie septentrionale jusqu'à cette ville[réf. souhaitée].
Avec le temps, les hagarènes conçoivent que l'adoption du judaïsme et du messianisme chrétien ne leur donne pas l'identité religieuse distincte souhaitée. Ils craignent que trop d'influence juive puisse mener à une conversion et une assimilation. De là, les hagarènes sont contraints de créer une religion de leur crû et décident de se séparer des pratiques et doctrines juives.
On aboutit donc à une thèse de la construction d'une identité collective et de la mutation du rôle de Mahomet de chef de guerre à prophète.

### Critique de la thèse de Crone et Cook
Patricia Crone et Michael Cook défient le récit traditionnel selon lequel le Coran fut compilé du vivant de Mahomet quand ils écrivent « Aucune preuve de l'existence du Coran sous aucune forme n'existe avant la dernière décennie du VIIe siècle de l'ère commune ». Ils soulèvent aussi le débat sur la précision de quelques-uns des récits « historiques » donnés par le Coran. On admet le plus souvent que le travail de Crone et Cook renouvelle l'approche dans sa reconstruction de l'histoire des origines de l'islam, mais leur récit alternatif de cet islam originel fut à l'origine quasi unanimement rejeté. Josef van Ess récusa leur thèse disant « qu'une réfutation n'est peut-être pas nécessaire vu que les auteurs ne font aucun effort de démonstration dans le détail… Là où ils ne donnent qu'une nouvelle interprétation de faits bien connus, ils ne sont pas décisifs. Mais là où les faits acceptés sont consciemment mis sous le tapis, leur approche est désastreuse ». Mais en 2006 Fred Donner déclara « Cependant, plus de 30 ans après nous pouvons constater que la publication de Hagarism a été un jalon dans les études islamiques ».
Ibn Warraq donne une explication originale mais possible à ces critiques du travail de Cook et Crone : « En fait, le polémique et influent L'Orientalisme (1978) de Edward Said impose une prohibition virtuelle sur l'étude objective de l'islam, affirmant que le moindre commentaire innocent affirme toujours une forme d'oppression européocentrique. Les chercheurs sont aussi conscients de la colère illimitée des musulmans désireux de réagir violemment à la moindre suggestion que les fondations de leur religion ont été interrogées ou traitées avec un respect insuffisant  ».
Cette thèse, quelle que soit sa formulation, a trouvé ses critiques qui ont su apporter des explications à ces questions. Par exemple :

#### La question de la date de la mort du prophète
La plus vieille biographie musulmane de Mahomet, écrite au milieu du VIIIe siècle de l'ère commune, relate la mort du prophète à Médine en 632, tandis que de nombreuses et anciennes sources apologétiques juives, chrétiennes, samaritaines, voire musulmanes indiquent que Mahomet survécut assez pour conduire la conquête de la Palestine, commencée en 634-35. Quoique cette divergence soit connue depuis longtemps, Stephen J. Shoemaker écrit une première étude systématique des diverses traditions. À partir de méthodes d'analyse empruntées à la recherche biblique, Stephen Shoemaker établit que ces récits de la direction de Mahomet durant l'invasion de la Palestine conservent une tradition musulmane ancienne révisée plus tard pour s'adapter aux besoins d'une identité musulmane en création. Mahomet et ceux qui le suivent semblent avoir attendu la fin du monde dans un futur immédiat, même durant leur propre vie selon la théorie de Shoemaker. Quand le moment eschatologique ne se réalise pas et se voit remis à plus tard, le sens du message de Mahomet et la foi qu'il avait construite nécessitent une révision de fond chez ses premiers adeptes. Il pense que « l'islam des origines fut un mouvement interconfessionnel convaincu de l'imminence de la fin des temps, centré sur Abraham, Jérusalem et la Terre sainte », qui deviendra plus tard la religion musulmane.
Hassan Bouali a fait une recension du livre de Stephen J. Shoemaker. Selon lui, bien que l'ouvrage a le mérite de stimuler le débat historiographique relatif aux débuts de l’islam, il n'en demeure pas moins iconoclaste. Les orientalistes dans leur grande majorité ne rejettent pas la date traditionnelle de la mort de Mahomet (632). De plus, selon Bouali, l'auteur omet de prendre en considération le caractère apologétique des phénomènes décrits par les sources non musulmanes qui parlent d’une possible présence du Prophète en Palestine, en 634. Hassan Bouali critique donc le crédit donné par Stephen Shoemaker à des sources qui, bien que contemporaines ou presque des premières conquêtes arabes, devraient être traitées avec circonspection. Bouali en conclut que la thèse de Stephen J. Shoemaker n'est pas convaincante.

#### La question de son apparition tardive dans les textes
Pour un chercheur israélien, Yehuda Nevo qui exploite des centaines de graffitis du Néguev, le nom de Mahomet apparaît tardivement lorsque les autorités décidèrent à la fin du VIIe siècle de « créer un prophète arabe pour asseoir leur pouvoir ». Cette thèse trouve deux recensions du même auteur, Mehdi Azaiez, dont l'une très critique et l'autre plus descriptive. Frédéric Imbert, qui exploite les mêmes sources, est plus réservé sur cette question ; il considère que cette apparition tardive témoigne d'une évolution dans l'expression de la foi tout en appréciant l’œuvre de son confrère archéologue « de loin, l’étude la plus approfondie du formulaire religieux est l’œuvre du chercheur israélien, il procéda à une analyse très poussée des graffiti du Néguev qui fut à la base de sa théorie sur la fondation de l’état islamique »
Robert Hoyland explique cette apparition tardive de Mahomet dans les documents en la rapportant « au statut de l'islam dans le nouvel État ».

### État actuel de la recherche historico-critique
Pour ce qui concerne les thèses révisionnistes, quant à la non-existence de Mahomet, elles sont, pour l'instant, dépassées. Elles ont toutefois eu un grand mérite : ouvrir de nouveaux paradigmes. Pour paraphraser J. Johns, l'absence d'une preuve n'est pas la preuve d'une absence.
Prémare, pour Mahomet, précise, que les traditions, bases des sources islamiques, constituent « des éléments disparates d'une histoire sacralisée » et qu'« elles sont les éléments d'une légende héroïco-religieuse plutôt qu'une biographie, une légende, c'est-à-dire ce qui doit être lu ». Il cite par ailleurs Wansbrough pour qui « les traditions biographiques sur le prophète de l'islam sont en grande partie composées ou recomposées et finalement situées dans la perspective de ce qu'il appelle le salut, elles reflètent ce que leurs auteurs… estimaient devoir présenter de la figure de l'envoyé de Dieu. Ces auteurs devaient insister sur les marques religieuses propres à la communauté en leur fournissant un cadre historicisé… L'écriture est mise sous le couvert de traditions sur des événements présentés comme historiques mais elle consiste en fait à historiciser des péricopes purement allusives du Coran sous la forme de « circonstances de la révélation ». La tonalité dominante en est celle d'une apologétique ou d'une polémique ». Prémare cite également Maxime Rodinson, qui montre combien il n'ignore pas qu'en fait il y a peu pour lui de sources sures : « nous n'avons que peu de garanties de véracité ». La position de Rodinson est donc claire. Prémare conclut « Autant dire que toute biographie du prophète n'a de valeur que celle d'un roman que l'on espère historique ».
L'approche historico-critique est bien entendu un dénominateur commun des orientalistes depuis les travaux de Ignaz Goldziher. Néanmoins, s'il est bien clair que l'histoire de Mahomet a été sacralisée à des fins de légitimation religieuse, dans un contexte marqué par la canonisation de la tradition islamique, on ne peut plus, pour autant, tomber dans les dérives ultra-critiques du courant « sceptique » représenté par Wansbrough et ses élèves (Gerald R. Hawting et Patricia Crone, entre autres). Certains d'entre eux, notamment Patricia Crone, sont revenus sur leurs thèses quant à l'historicité de Mahomet.
L'idéalisation d'une figure religieuse est un fait « anthropologique » qui concerne toutes les religions. La recherche se tourne, désormais, vers l'histoire de la mémoire de la figure prophétique sur la longue durée. Harald Motzki explique « lorsqu'on fait un usage critique des sources, il est simplement impossible d'écrire une telle biographie » Prémare en tire la conclusion qu'il faut étudier l'islam et le Coran sans passer par « l'écriture d'une biographie de Mahomet », ce qu'il se propose de faire.